# Matis Louvel
Matis Louvel (* 19. července 1999) je francouzský profesionální silniční cyklista jezdící za UCI WorldTeam Arkéa–B&B Hotels.

## Hlavní výsledky
2018
Valromey Tour
3. místo celkově
vítěz 4. etapy
9. místo La Route des Géants
2019
Ronde de l'Isard
vítěz 4. etapy
Orlen Nations Grand Prix
vítěz 1. etapy (TTT)
Národní šampionát
3. místo silniční závod do 23 let
2020
9. místo Prueba Villafranca de Ordizia
2021
vítěz Vuelta a Castilla y León
8. místo Classic Grand Besançon Doubs
9. místo Grand Prix de Fourmies
Volta a la Comunitat Valenciana
10. místo celkově
2022
vítěz Druivenkoers Overijse
3. místo Vuelta a Murcia
3. místo Classic Loire Atlantique
3. místo Tour du Doubs
5. místo Trofeo Alcúdia – Port d'Alcúdia
6. místo Paříž–Camembert
6. místo Tro-Bro Léon
8. místo Paříž–Tours
10. místo Paříž–Chauny
2023
7. místo Brussels Cycling Classic
8. místo Giro del Veneto

### Výsledky na Grand Tours
| Grand Tour      | 2022 | 2023 |
| --------------- | ---- | ---- |
| Giro d'Italia   | —    | —    |
| Tour de France  | 74   | 65   |
| Vuelta a España | —    | —    |

| —   | Nezúčastnil se |
| DNF | Nedokončil     |